# Deutscher Cricket Bund
Der Deutsche Cricket Bund (DCB) ist der nationale Dachverband für Cricket in Deutschland mit Sitz in Essen. Er wurde Ende 1988 in Hanau gegründet und war von 2007 bis 2019 in Passau und danach in Buxtehude ansässig. Seit 1999 vertritt er Deutschland beim Weltverband International Cricket Council (ICC) als Associate Member und seit 1997 beim Kontinentalverband European Cricket Council (ECC).

## Geschichte
Zuvor gab es bereits als ersten Verband den im Jahr 1891 in Berlin gegründeten Deutschen Fußball- und Cricket Bund (DFCB), diesem folgte dann der 1912 ebenfalls in Berlin gegründete erste Deutsche Cricket Bund, der seine Aktivitäten aber während des Ersten Weltkrieges einstellte. Während beim DFCB nur Berliner Vereine an den Meisterschaften teilnahmen, waren es beim zweiten Verband bereits Vereine aus Berlin, Nürnberg, Fürth, Düsseldorf, Frankfurt, Mannheim und Hamburg. Nur vereinzelt gab es nach dem Zweiten Weltkrieg noch Möglichkeiten für den Spielbetrieb. Vor allem in der britischen Besatzungszone hatte Cricket aber noch seinen Platz.
Erst in den 1980er Jahren waren wieder genügend Vereine entstanden, um einen neuen Anlauf wagen zu können. Der Verband ist Mitglied des European Cricket Council (ECC), der Nachfolgeorganisation der European Cricket Federation.
Im Jahr 1991 wurde der DCB als Affiliate Member im International Cricket Council aufgenommen. Das wichtigste Ereignis der bisherigen Verbandsgeschichte war sicherlich die Zulassung als Associate Member 1999, die zweithöchste Mitgliedskategorie, durch die der deutsche Verband formal auf die gleiche Stufe gestellt wurde mit beispielsweise dem schottischen oder niederländischen Cricketverband, Länder mit langer Crickettradition.
Die Flüchtlingskrise in Deutschland 2015/2016 brachte den Vereinen zahlreiche neue Spieler. Seit 2015 gibt es neben dem DCB auch noch die Deutsche Cricket Union (DCU) mit Sitz in Engelskirchen.
Ende 2016 entstand German Cricket TV (GCTV; Qwickets GmbH, München) mit den Übertragungsrechten für alle DCB-Turniere in den nächsten Jahren.
In den letzten Jahren wird die kürzere Spielform Twenty20 stärker gefördert. Die Deutsche Meisterschaft wird weiterhin über 50 Overs, also im One-Day Cricket ausgetragen, seit 2020 heißt der Wettbewerb um die beste T20-Meisterschaft aber nicht mehr Vereinspokal, sondern T20 Deutsche Meisterschaft. In der Saison 2022 wurde die T20-Bundesliga mit 12 Mannschaften in zwei Staffeln, Nord und Süd, ausgetragen, statt wie zuvor in sechs regionalen Staffeln. In der Saison 2023 gab es erstmals eine eingleisige Bundesliga mit 12 Mannschaften. Die 50-Over-Meisterschaft wird wie bisher in sechs regionalen Ligen und nationalen Playoffs ausgetragen.
Nach der Aufnahme von Cricket in das Wettkampfprogramm der Olympischen Spiele 2028 in Los Angeles erfolgt zum 1. Januar 2024 die Aufnahme des Deutschen Cricket Bundes in den Deutschen Olympischen Sportbund DOSB. Der DOSB hatte sich bereits zuvor für Cricket als olympische Sportart ausgesprochen.

## Aufgabe
Der Deutsche Cricket Bund stellt die Deutschland vertretenden Cricket-Nationalmannschaften, einschließlich der für die Männer, Frauen und Jugend, zusammen. Der Verband ist außerdem verantwortlich für die Durchführung von T20I-Serien gegen andere Nationalmannschaften sowie die Organisation von Heimspielen und -turnieren. Neben der Aufstellung des Teams ist er verantwortlich für den Kartenverkauf, der Gewinnung von Sponsoren und der Vermarktung der Medienrechte.

## Logo
Das Logo des Deutschen Cricket Bundes zeigt einen Bundesadler in Schwarz auf roten Hintergrund, umrahmt vom Schriftzug Deutscher Cricket Bund.

## Regional- und Landesverbände
Unterhalb des DCB gibt es sechs Regional- und Landesverbände:
- Norddeutscher Cricket Verband e.V. (NDCV), Buxtehude[10] (für Bremen, Hamburg, Mecklenburg-Vorpommern, Niedersachsen, Schleswig-Holstein)
- Ostdeutscher Cricket Verband e.V. (ODCV), Berlin[11] (für Berlin, Brandenburg, Sachsen, Sachsen-Anhalt, Thüringen)
- Westdeutscher Cricket Verband e.V. (WDCV), Bonn[12] (für Nordrhein-Westfalen, Rheinland-Pfalz)
- Baden-Württembergischer Cricket Verband e.V. (BWCV), Ketsch[13][14] (für Baden-Württemberg, in Bundesliga und Vereinspokal auch Saarland)
- Bayerischer Cricket Verband e.V. (BCV), München[15]
- Hessischer Cricket Verband e.V. (HCV), Wiesbaden[16]

## Mitgliedschaften
Der DCB ist Mitglied:
- der Weltorganisation International Cricket Council seit 1999,
- des europäischen Kontinentalverbandes European Cricket Council seit 1997,
- des Deutschen Olympischen Sportbundes seit 2024.

## Wettbewerbe
Wettbewerbe unter dem Dach des DCB sind:
- DCB T20 Bundesliga (Twenty20); eingleisige Bundesliga seit 2023, der T20-Meister ist zur Teilnahme an der European Cricket League (ECL)[18] im Folgejahr qualifiziert. Bis 2021 wurde die DCB T20 Deutsche Meisterschaft in sechs regionalen Ligen, 2022 in zwei Ligen, mit anschließenden Playoffs ermittelt. Bis zum Jahr 2019 hieß der Wettbewerb DCB Vereinspokal. Unterhalb der Bundesliga bestehen Regionalligen und ggf. Verbandsligen.
- Deutsche Cricketmeisterschaft (Ein-Tages-Cricket; Spielklassen: sechsgliedrige Bundesliga mit nationalen Playoffs, sechsgliedrige Regionalliga, ggf. Verbandsliga)
- Deutsche Cricketmeisterschaft der Damen (Twenty20; drei- oder viergliedrige Bundesliga mit nationalen Playoffs)

Nicht mehr ausgetragen werden die Super Series zwischen Auswahlteams. Bei den Männern gab es sechs Mannschaften (Northern Seals, Eastern Bears, Western Eagles, BW Sharks, Bavarian Lions, Hessen Thunders), bei den Frauen zwei (Northern Thunderbirds, Southern Stormers).
Dem DCB obliegt die Leitung von Bundesspielen. Bundesspiele sind die Meisterschaftsendrunden, die T20-Bundesliga und die ehemaligen Super Series. Alle weiteren Meisterschaftsspiele werden von den jeweiligen Regional- und Landesverbänden organisiert.
Die Endrunden der Deutschen Cricketmeisterschaft und bis 2021 auch der T20-Meisterschaft bestehen jeweils aus fünf Spielen. Zuerst treten in zwei Viertelfinalspielen, getrennt nach Nord und Süd, die Tabellenführer derjenigen Verbände gegeneinander an, die im Vorjahr keinen Finalteilnehmer gestellt haben. Die Sieger daraus spielen in zwei Halbfinalspielen gegen die Tabellenführer der Verbände, aus denen die Finalteilnehmer des Vorjahres stammen (Halbfinale-Nord und -Süd). Die Sieger daraus tragen schließlich das Finalspiel aus.

### Deutsche Cricketmeister
| Jahr | Meister                                              | Finalist                                         | Ergebnis                                          | Datum                                         | Spielort                                      | Sportplatz                                     |
| --- | ---------------------------------------------------- | ------------------------------------------------ | ------------------------------------------------- | --------------------------------------------- | --------------------------------------------- | ---------------------------------------------- |
| 1990 | Frankfurt CC                                         |                                                  |                                                   |                                               |                                               |                                                |
| 1991 | Ahmadiyya CC Frankfurt                               | Ruder- und Cricketclub Philippsruhe Hanau        |                                                   |                                               |                                               |                                                |
| 1992 | Ahmadiyya CC Frankfurt                               | Hamburger CC                                     |                                                   |                                               |                                               |                                                |
| 1993 | Cosmopolitan CC Haßloch                              | CC Frankfurt                                     |                                                   |                                               |                                               |                                                |
| 1994 | Cosmopolitan CC Haßloch                              | Pakistan Cricket Club of Berlin                  |                                                   |                                               |                                               |                                                |
| 1995 | Der Sports & Social Club Berlin                      | Ruder- und Cricketclub Philippsruhe Hanau        |                                                   |                                               |                                               |                                                |
| 1996 | Pak Orient CC, München                               | Der Sports & Social Club Berlin                  |                                                   |                                               |                                               |                                                |
| 1997 | Der Sports & Social Club Berlin                      | Hamburg Youth CC                                 |                                                   |                                               |                                               |                                                |
| 1998 | Der Sports & Social Club Berlin 127 Runs             | Cosmopolitan CC Haßloch 81 Runs                  | DSSC gewinnt mit 46 Runs                          |                                               |                                               |                                                |
| 1999 | Bavarian CC München                                  | Pak Alemi CC Hamburg                             |                                                   |                                               |                                               |                                                |
| 2000 | Rodgau CC                                            | Der Sports & Social Club Berlin                  |                                                   | 16./17.09.2000                                | Mönchengladbach                               | JHQ Rheindahlen                                |
| 2001 | Pak Alemi CC Hamburg                                 | Finalturnier abgesagt 1                          | Finalturnier abgesagt 1                           |                                               | Mönchengladbach                               | JHQ Rheindahlen                                |
| 2002 | Stragglers CC Berlin                                 | Pak Orient CC, München                           |                                                   |                                               |                                               |                                                |
| 2003 | Stragglers CC Berlin                                 | Pak Orient CC, München                           |                                                   |                                               |                                               |                                                |
| 2004 | Stragglers CC Berlin                                 | Türk FC Hattersheim                              |                                                   |                                               |                                               |                                                |
| 2005 | Köln CC 267 in 49 Overs                              | Türk FC Hattersheim 241 in 44 Overs              | Köln gewinnt mit 26 Runs                          | 18.09.2005                                    | Bonn                                          | Rheinaue                                       |
| 2006 | Hansa CC Hamburg 2 … in 33 Overs                     | Wiesbaden CC 176 in 38 Overs                     | Hansa gewinnt mit … Wickets auf 38 Overs verkürzt | 28.05.2006                                    | Frankfurt am Main                             |                                                |
| Bis 2005/06 wurde die Endrunde zur Meisterschaft im Folgejahr der Bundesliga ausgetragen, seither im selben Jahr. Daher gab es 2006 zwei Endspiele. |                                                      |                                                  |                                                   |                                               |                                               |                                                |
| 2006 | Der Sports & Social Club Berlin                      | Hamburger SV                                     |                                                   | 24.09.2006                                    | Berlin                                        | Körnerplatz                                    |
| 2007 | Der Sports & Social Club Berlin 168/6 in 46.5 Overs  | Bonn CC 167/10 in 44 Overs                       | DSSC gewinnt mit 4 Wickets                        | 17.09.2007                                    | Mönchengladbach                               | JHQ Rheindahlen                                |
| 2008 | Der Sports & Social Club Berlin 291/10 in 48.5 Overs | Hamburger SV 189 Runs                            | DSSC gewinnt mit 87 Runs (D/L)                    | 14.09.2008                                    | Hamburg                                       | Platz des HSV                                  |
| 2009 | Pak Orient CC, München 213 in 46.1 Overs             | Pakistan CC Berlin 143 in 33.2 Overs             | Pak Orient gewinnt mit 70 Runs                    | 27.09.2009                                    | Bonn                                          |                                                |
| 2010 | Berlin Cricket Club 221 in 48.4 Overs                | Frankfurter FC Olympia 07 105 in 31.5 Overs      | BCC gewinnt mit 116 Runs                          | Sept. 2010                                    | Berlin                                        | Körnerplatz                                    |
| 2011 | Der Sports & Social Club Berlin 170/6 in 38 Overs    | Frankfurter FC Olympia 07 169 in 37 Overs        | DSSC gewinnt mit 4 Wickets                        | 11.09.2011                                    | Frankfurt am Main                             |                                                |
| 2012 | Köln CC 158/3 in 23.4 Overs                          | Cricket Lions Karlsruhe 155 in 32.2 Overs        | Köln gewinnt mit 7 Wickets                        | 02.09.2012                                    | Karlsruhe                                     | Cougars Ballpark                               |
| 2013 | SKG Walldorf 343/9 in 50 Overs                       | THCC Rot-Gelb Hamburg 174 in 32.3 Overs          | Walldorf gewinnt mit 169 Runs                     | 08.09.2013                                    | Schwerin                                      |                                                |
| 2014 | Der Sports & Social Club Berlin 142/3 in 31.3 Overs  | SKG Walldorf 141/9 in 50.0 Overs                 | DSSC gewinnt mit 7 Wickets                        | 31.08.2014                                    | Frankfurt am Main                             | Sportcampus Ginnheim                           |
| 2015 | SKG Walldorf 282/7 in 50.0 Overs                     | Havelländischer CC Werder 3 128/10 in 34.4 Overs | Walldorf gewinnt mit 154 Runs                     | 30.08.2014                                    | Werder (Havel)                                | Sportplatz Bliesendorf                         |
| 2016 | SG Findorff 313/7 in 48.5 Overs                      | Türk FC Hattersheim 312/9 in 50.0 Overs          | Findorff gewinnt mit 3 Wickets                    | 28.08.2016                                    | Erlangen                                      | Regnitzgrund                                   |
| 2017 | Düsseldorf Blackcaps 159/10 in 37.3 Overs            | Türk FC Hattersheim 119/10 in 35.3 Overs         | Düsseldorf gewinnt mit 40 Runs                    | 24.09.2017                                    | Düsseldorf                                    | Nordpark                                       |
| 2018 | SKV Mörfelden 385/10 in 50.0 Overs                   | SG Findorff 273/10 in 41.3 Overs                 | Mörfelden gewinnt mit 112 Runs                    | 19.08.2018                                    | Frankfurt am Main                             | Sportcampus Ginnheim                           |
| 2019 | Kummerfelder SV 236/6 in 30.2 Overs                  | Stuttgart Cricket Verein 4 232/10 in 39.3 Overs  | KSV gewinnt mit 4 Wickets                         | 25.08.2019                                    | Hann. Münden                                  | Auf dem Rattwerder                             |
| 2020 | wegen der COVID-19-Pandemie nicht ausgetragen        | wegen der COVID-19-Pandemie nicht ausgetragen    | wegen der COVID-19-Pandemie nicht ausgetragen     | wegen der COVID-19-Pandemie nicht ausgetragen | wegen der COVID-19-Pandemie nicht ausgetragen | wegen der COVID-19-Pandemie nicht ausgetragen  |
| 2021 | wegen der COVID-19-Pandemie nicht ausgetragen        | wegen der COVID-19-Pandemie nicht ausgetragen    | wegen der COVID-19-Pandemie nicht ausgetragen     | wegen der COVID-19-Pandemie nicht ausgetragen | wegen der COVID-19-Pandemie nicht ausgetragen | wegen der COVID-19-Pandemie nicht ausgetragen  |
| 2022 | Darmstadt United Stars 169/4 in 36.3 Overs           | BSC Rehberge 167/10 in 40.0 Overs                | Darmstadt gewinnt mit 6 Wickets                   | 25.09.2022                                    | Krefeld                                       | Bayer Uerdingen Cricket Ground (Löschenhofweg) |
| 2023 | Berlin Cricket Club 141/4 in 26.0 Overs              | TSG Rohrbach 135/10 in 37.4 Overs                | BCC gewinnt mit 6 Wickets                         | 17.09.2023                                    | Dresden                                       | Ostragehege (RCD Ground)                       |
| 2024 | Darmstadt United Stars 219/8 in 45.0 Overs           | SG Findorff 214/10 in 46.4 Overs                 | Darmstadt gewinnt mit 2 Wickets                   | 03.10.2024                                    | Darmstadt                                     | Sportplatz am Gehmerweg (1. FCA Darmstadt)     |

### Deutsche T20-Cricketmeister
(bis 2019 DCB-Vereinspokalsieger)
| Jahr | Pokalsieger                                         | Finalist                                    | Ergebnis                        | Datum      | Spielort  | Sportplatz                                     |
| ---- | --------------------------------------------------- | ------------------------------------------- | ------------------------------- | ---------- | --------- | ---------------------------------------------- |
| 2011 | Frankfurter FC Olympia 07 203 in 20 Overs           | Der Sports & Social Club Berlin             | Olympia gewinnt mit … Wickets   | 02.10.2011 | Hamburg   |                                                |
| 2012 | Der Sports & Social Club Berlin 77/3 in 8.5 Overs   | Cricket Lions Karlsruhe 71/10 in 14.5 Overs | DSSC gewinnt mit 7 Wickets      | 23.09.2012 | Karlsruhe | Cougars Ballpark                               |
| 2013 | Der Sports & Social Club Berlin 156/9 in 20.0 Overs | SC Riedberg 1 mind. 136 in 20.0 Overs       | DSSC gewinnt mit … Runs         | 22.09.2013 | Berlin    | Maifeld                                        |
| 2014 | Der Sports & Social Club Berlin                     | Offenbacher CC 122/7 in 20.0 Overs          | DSSC gewinnt mit … Wickets      | 21.09.2014 | Berlin    | Maifeld                                        |
| 2015 | Türk FC Hattersheim                                 |                                             |                                 |            |           |                                                |
| 2016 | Rugby Cricket Dresden 197/6 in 20.0 Overs           | Türk FC Hattersheim 152/10 in 17.2 Overs    | RCD gewinnt mit 45 Runs         | 18.09.2016 | Karlsruhe | Cougars Ballpark                               |
| 2017 | Rugby Cricket Dresden 134/8 in 20.0 Overs           | Cricket Lions Karlsruhe 89/10 in 17.2 Overs | RCD gewinnt mit 3 Wickets       | 17.09.2017 | Berlin    | Maifeld                                        |
| 2018 | SG Findorff 207/7 in 19.2 Overs                     | Cricket Lions Karlsruhe 203/9 in 20.0 Overs | Findorff gewinnt mit 3 Wickets  | 09.09.2018 | Karlsruhe | Cougars Ballpark                               |
| 2019 | Darmstadt United Stars 2 209/7                      | SG Findorff                                 | Darmstadt gewinnt mit … Runs    | 22.09.2019 | Bremen    | Bezirkssportanlage Schevemoor                  |
| Jahr | Meister                                             | Finalist                                    | Ergebnis                        | Datum      | Spielort  | Sportplatz                                     |
| 2020 | Kummerfelder SV 180/4 in 18.3 Overs                 | Britannia 92 176/7 in 20.0 Overs            | KSV gewinnt mit 6 Wickets       | 20.09.2020 | Berlin    | Maifeld                                        |
| 2021 | MSC Frankfurt 1 132/6 in 18.1 Overs                 | BSC Rehberge 131/10 in 19.5 Overs           | Frankfurt gewinnt mit 4 Wickets | 19.09.2021 | Berlin    | Maifeld                                        |
| 2022 | Darmstadt Cricket Club 2 133/9 in 20.0 Overs        | Kummerfelder SV 110/10 in 18.1 Overs        | Darmstadt gewinnt mit 23 Runs   | 02.07.2022 | Krefeld   | Bayer Uerdingen Cricket Ground (Löschenhofweg) |

#### Bundesliga
| Jahr | Meister                | Zweiter                | Dritter                |
| ---- | ---------------------- | ---------------------- | ---------------------- |
| 2023 | BSC Rehberge           | MSC Frankfurt          | Darmstadt Cricket Club |
| 2024 | Darmstadt Cricket Club | Darmstadt United Stars | MSC Frankfurt          |

### Mannschaften nach Titeln (Männer)
| Mannschaft                      | 50 Over | T20 | Gesamt |
| ------------------------------- | ------- | --- | ------ |
| Der Sports & Social Club Berlin | 8       | 3   | 11     |
| Stragglers CC Berlin            | 3       | –   | 3      |
| Darmstadt United Stars          | 2       | 1   | 3      |
| Berlin Cricket Club             | 2       | –   | 2      |
| Darmstadt Cricket Club          | –       | 2   | 2      |
| Rugby Cricket Dresden           | –       | 2   | 2      |
| SG Findorff                     | 1       | 1   | 2      |
| Ahmadiyya CC Frankfurt          | 2       | –   | 2      |
| Cosmopolitan CC Haßloch         | 2       | –   | 2      |
| Köln CC                         | 2       | –   | 2      |
| Kummerfelder SV                 | 1       | 1   | 2      |
| Pak Orient CC, München          | 2       | –   | 2      |
| SKG Walldorf                    | 2       | –   | 2      |
| Düsseldorf Blackcaps            | 1       | –   | 1      |
| Frankfurt CC                    | 1       | –   | 1      |
| Frankfurter FC Olympia 07       | –       | 1   | 1      |
| MSC Frankfurt                   | –       | 1   | 1      |
| Hansa CC Hamburg                | 1       | –   | 1      |
| Pak Alemi CC Hamburg            | 1       | –   | 1      |
| Türk FC Hattersheim             | –       | 1   | 1      |
| SKV Mörfelden                   | 1       | –   | 1      |
| Bavarian CC München             | 1       | –   | 1      |
| BSC Rehberge                    | –       | 1   | 1      |
| Rodgau CC                       | 1       | –   | 1      |

### DCB Super Series Champions
Die Super Series wird im Format Twenty20 ausgetragen. 2017 wurde zusätzlich eine 50-Overs-Super-Series veranstaltet.
| Jahr       | Sieger                              | Finalist                            | Ergebnis                                                                          | Datum                                                                             | Spielort                                                                          | Sportplatz                                                                        |
| ---------- | ----------------------------------- | ----------------------------------- | --------------------------------------------------------------------------------- | --------------------------------------------------------------------------------- | --------------------------------------------------------------------------------- | --------------------------------------------------------------------------------- |
| 2015       | Western Eagles 5 S – 2 N – 1 U      | Alpine Tigers 4 – 4 – 0             | Turnier mit drei Mannschaften, kein Finale; 3. Platz: Northern Lights (2 – 5 – 1) | Turnier mit drei Mannschaften, kein Finale; 3. Platz: Northern Lights (2 – 5 – 1) | Turnier mit drei Mannschaften, kein Finale; 3. Platz: Northern Lights (2 – 5 – 1) | Turnier mit drei Mannschaften, kein Finale; 3. Platz: Northern Lights (2 – 5 – 1) |
| 2016       | Western Eagles 178/4 in 20.0 Overs  | Eastern Bears 172/9 in 20.0 Overs   | Eagles gewinnen mit 6 Runs                                                        | 11.06.2016                                                                        | Frankfurt am Main                                                                 | Sportcampus Ginnheim                                                              |
| 2017 50 O. | Western Eagles 176/10 in 47.1 Overs | Eastern Bears 98/10 in 36.2 Overs   | Eagles gewinnen mit 78 Runs                                                       | 19.08.2017                                                                        | Berlin                                                                            | Maifeld                                                                           |
| 2017 T20   | Eastern Bears 127/7 in 20.0 Overs   | Western Eagles 105/10 in 19.1 Overs | Bears gewinnen mit 22 Runs                                                        | 20.08.2017                                                                        | Berlin                                                                            | Maifeld                                                                           |
| 2018       | Eastern Bears 145/8 in 20.0 Overs   | BW Sharks 143/9 in 20.0 Overs       | Bears gewinnen mit 2 Runs                                                         | 21.07.2018                                                                        | Werder (Havel)                                                                    | Sportplatz Bliesendorf                                                            |
| 2019       | Hessen Thunders 105/9 in 20.0 Overs | BW Sharks 61/10 in 16.3 Overs       | Thunders gewinnen mit 44 Runs                                                     | 27.07.2019                                                                        | Karlsruhe                                                                         | Cougars Ballpark                                                                  |

### Deutsche Cricketmeister der Frauen
2011 sowie seit 2017 wird die Meisterschaft in einer Endrunde zwischen drei Mannschaften entschieden. Die Meisterschaft 2011 wurde vom DCB auch als Women's County Championship bezeichnet.
| Jahr | Meister                                       | Finalist/Endrundenteilnehmer                                  | Ergebnis                                                                            | Datum                                         | Spielort                                      | Sportplatz                                     |
| ---- | --------------------------------------------- | ------------------------------------------------------------- | ----------------------------------------------------------------------------------- | --------------------------------------------- | --------------------------------------------- | ---------------------------------------------- |
| 2006 | BFC Viktoria 1889 104                         | Schweriner BBCCC 102                                          | Viktoria gewinnt mit 2 Runs                                                         | 30.09.2006                                    | Berlin                                        | Körnerplatz                                    |
| 2010 | Nordrhein-Westfalen Cricket Union             |                                                               |                                                                                     |                                               |                                               |                                                |
| 2011 | Norddeutscher Cricket Verband                 | Nordrhein-Westfalen Cricket Union Bayerischer Cricket-Verband | NDCV gewinnt gegen NRWCU NDCV gewinnt gegen BCV NRWCU – BCV wegen Regen abgebrochen | 27.08.2011                                    | Köln                                          | ASV Köln                                       |
| 2012 | Bayerischer Cricket-Verband 83/2 in 16 Overs  | Norddeutscher Cricket Verband 82/3 in 16 Overs                | BCV gewinnt mit 5 Wickets                                                           | 09.09.2012                                    | Köln                                          | ASV Köln                                       |
| 2013 | ASV Köln 1                                    |                                                               |                                                                                     |                                               |                                               |                                                |
| 2014 | SG Hannover/Göttingen 2 103/3 in 19.0 Overs   | Cologne International CC 102/7 in 19.4 Overs                  | SGHG gewinnt mit 7 Wickets                                                          | 07.09.2014                                    | Hannover                                      | Platz des Hockey-Club Hannover                 |
| 2015 | Cologne International CC 8 S – 0 N            | 2. Platz: SV Damshagen 4 – 4                                  | Bundesliga mit 8 Mannschaften, kein Finale                                          | Bundesliga mit 8 Mannschaften, kein Finale    | Bundesliga mit 8 Mannschaften, kein Finale    | Bundesliga mit 8 Mannschaften, kein Finale     |
| 2016 | Cologne International CC 128/3 in 20.0 Overs  | SV Damshagen 54/9 in 16.1 Overs                               | CICC gewinnt mit 74 Runs                                                            | 10.09.2016                                    | Hamburg                                       | Platz des THCC Rot-Gelb                        |
| 2017 | Munich Women's Cricket 3                      | Cologne International CC THCC Rot-Gelb Hamburg                | MWC gewinnt gegen CICC MWC gewinnt gegen THCC CICC gewinnt gegen THCC               | 02.09.2017                                    | Frankfurt am Main                             | Sportcampus Ginnheim                           |
| 2018 | Munich Women's Cricket                        | THCC Rot-Gelb Hamburg Cologne International CC                | MWC gewinnt gegen THCC THCC gewinnt gegen CICC MWC gewinnt gegen CICC               | 15.09.2018                                    | München                                       | Bezirkssportanlage Rudolf-Zorn-Straße          |
| 2019 | THCC Rot-Gelb Hamburg                         | Frankfurt CC Munich Women's Cricket                           | THCC gewinnt gegen FCC THCC gewinnt gegen MWC FCC gewinnt gegen MWC                 | 21.09.2019                                    | Hamburg                                       | Platz des THCC Rot-Gelb                        |
| 2020 | wegen der COVID-19-Pandemie nicht ausgetragen | wegen der COVID-19-Pandemie nicht ausgetragen                 | wegen der COVID-19-Pandemie nicht ausgetragen                                       | wegen der COVID-19-Pandemie nicht ausgetragen | wegen der COVID-19-Pandemie nicht ausgetragen | wegen der COVID-19-Pandemie nicht ausgetragen  |
| 2021 | Frankfurt CC 223/2 in 20.0 Overs              | SV Damshagen 29 in 13.4 Overs                                 | Frankfurt gewinnt mit 194 Runs                                                      | 18.09.2021                                    | Krefeld                                       | Bayer Uerdingen Cricket Ground (Löschenhofweg) |
| 2022 | Frankfurt CC 107/1 in 8.5 Overs               | Kummerfelder SV 106 in 20.0 Overs                             | Frankfurt gewinnt mit 9 Wickets                                                     | 06.08.2022                                    | Frankfurt am Main                             | Sportcampus Ginnheim                           |
| 2023 | BW United 4 180/4 in 20.0 Overs               | SC Bayer 05 Uerdingen 87/7 in 17.0 Overs                      | BW United gewinnt mit 93 Runs                                                       | 20.08.2023                                    | Nürnberg                                      | Sportpark Süd (ATV 1873 Frankonia Nürnberg)    |
| 2024 | BW United 175/5 in 20.0 Overs                 | DJK Sportbund München-Ost 91/8 in 20.0 Overs                  | BW United gewinnt mit 84 Runs                                                       | 01.09.2024                                    | Nürnberg                                      | Sportpark Süd (ATV 1873 Frankonia Nürnberg)    |

### Mannschaften nach Titeln (Frauen)
| Mannschaft                        | Meisterschaften |
| --------------------------------- | --------------- |
| ASV Köln/Cologne International CC | 3               |
| BW United                         | 2               |
| Frankfurt CC                      | 2               |
| Munich Women's Cricket            | 2               |
| Bayerischer Cricket-Verband       | 1               |
| BFC Viktoria 1889                 | 1               |
| THCC Rot-Gelb Hamburg             | 1               |
| SG Hannover/Göttingen             | 1               |
| Norddeutscher Cricket Verband     | 1               |
| Nordrhein-Westfalen Cricket Union | 1               |